# Philipp Ernst zu Hohenlohe-Schillingsfürst
Philipp Ernst Maria zu Hohenlohe-Waldenburg-Schillingsfürst, auch genannt Philipp Ernst zu Hohenlohe-Schillingsfürst (* 5. Juni 1853 in Schillingsfürst; † 26. Dezember 1915 in Bad Reichenhall) war 1896 der erste Präsident des Deutschen Olympischen Komitees. Von 1901 bis 1915 führte er den von seinem Vater geerbten Erstgeburtstitel Fürst und war Chef des Hauses Hohenlohe-Schillingsfürst. 

## Leben
Fürst Philipp Ernst war der älteste Sohn des Reichskanzlers Fürst Chlodwig zu Hohenlohe-Schillingsfürst (1819–1901) und der Prinzessin Marie zu Sayn-Wittgenstein-Berleburg (1829–1897). Seine Mutter Marie war die älteste Tochter des Fürsten Ludwig Adolf Friedrich zu Sayn-Wittgenstein-Sayn und somit auch eine Enkelin des russischen Generalfeldmarschalls Ludwig Adolf Peter zu Sayn-Wittgenstein. Fürst Philipp Ernst trat im Gegensatz zu seinem jüngsten Bruder Alexander Prinz zu Hohenlohe-Schillingsfürst (1862–1924) kaum politisch in Erscheinung. Er besaß jedoch von 1901 bis 1915 das erbliche Mandat seiner Standesherrschaft im bayerischen Reichsrat.
Neben der Verwaltung der kleinen Standesherrschaft Schillingsfürst widmete sich der Fürst besonders dem Ausbau des Heilbads Podebrad auf der gleichnamigen böhmischen Herrschaft, die seine erste Frau in die Ehe eingebracht hatte. Fürst Philipp war der erste Präsident des Deutschen Olympischen Komitees.
Fürst Philipp Ernst zu Hohenlohe-Schillingsfürst starb am 26. Dezember 1915 in Bad Reichenhall. Er war 62 Jahre alt. Infolge seines Todes wurde sein jüngerer Bruder Moritz Familienoberhaupt und der nächste Fürst zu Hohenlohe-Schillingsfürst.

## Familie

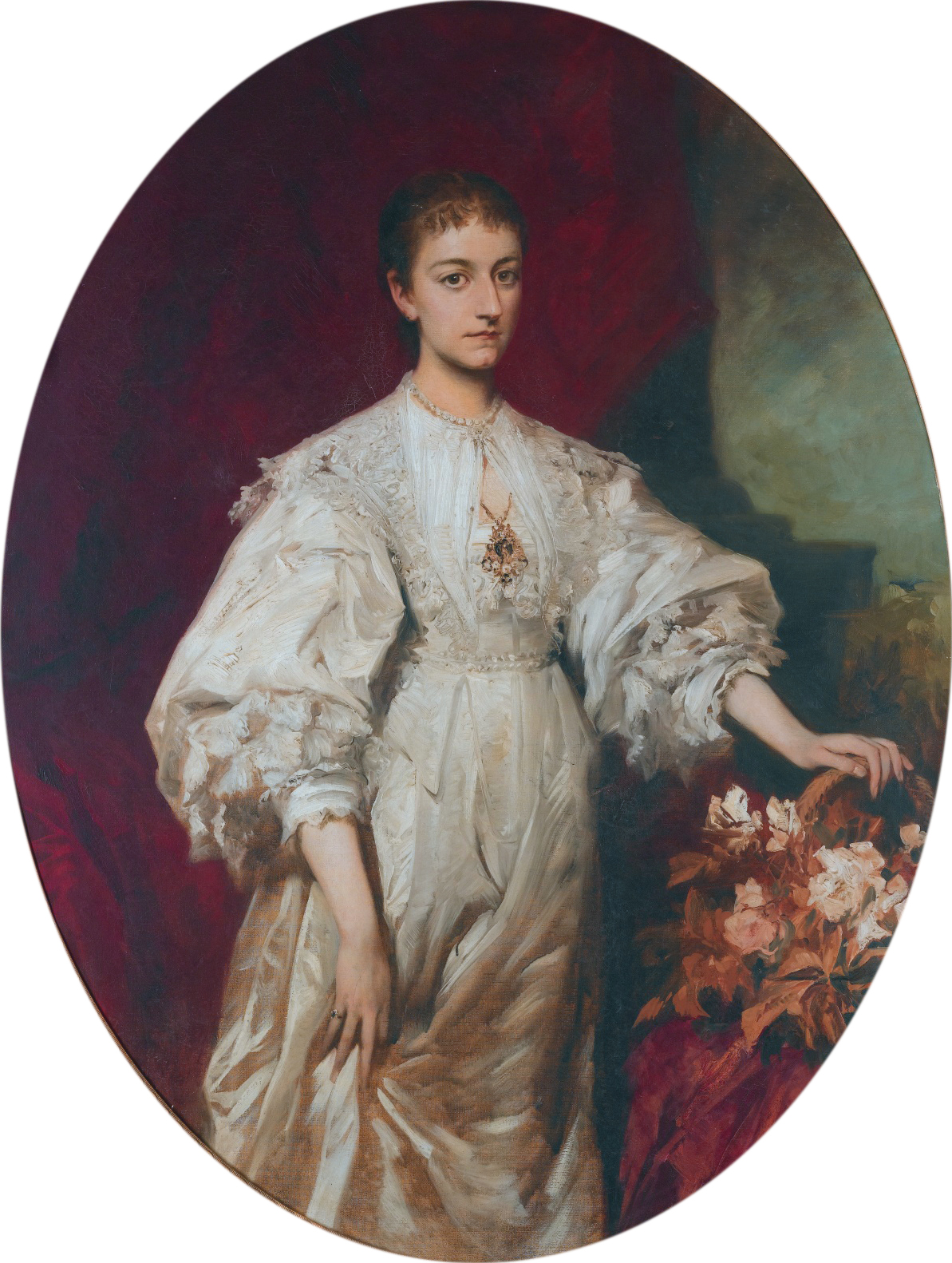
Prinzessin Chariclée (Hans Makart)

Fürst Philipp Ernst heiratete am 10. Januar 1882 in Wien Prinzessin Chariclée Ypsilanti (1863–1912), Erbin von Schloss Poděbrady. Fürst Philipp Ernst und Prinzessin Chariclée hatten zwei Töchter:
- Stephanie, Prinzessin zu Hohenlohe-Schillingsfürst (* 23. September 1882 in Schillingsfürst; † 23. September 1882 ebenda),
- Maria, Prinzessin zu Hohenlohe-Schillingsfürst (* 7. August 1886 in Podiebrad; † 19. Januar 1897 ebenda)

Nach dem Tod von Prinzessin Chariclée heiratete er am 6. August 1913 in Edinburgh Henriette Gindra (1884–1952), ab 1914 Frau von Hellberg. Das Paar hatte einen Sohn:
- Alexander von Hellberg (* 19. März 1914 in München; † 24. August 1944 in Givors im Département Rhône)

## Memoiren
- Denkwürdigkeiten des Fürsten Chlodwig zu Hohenlohe-Schillingsfürst (Friedrich Curtius, Hrsg.), Stuttgart 1906, 2 Bände (englische Ausgabe: Memoirs of Prince Chlodwig of Hohenlohe-Schillingsfürst, London 1907). 3. Band: Denkwürdigkeiten der Reichskanzlerzeit (K. A, von Müller, Hrsg.), Stuttgart 1931.